# Fyra musketörerna

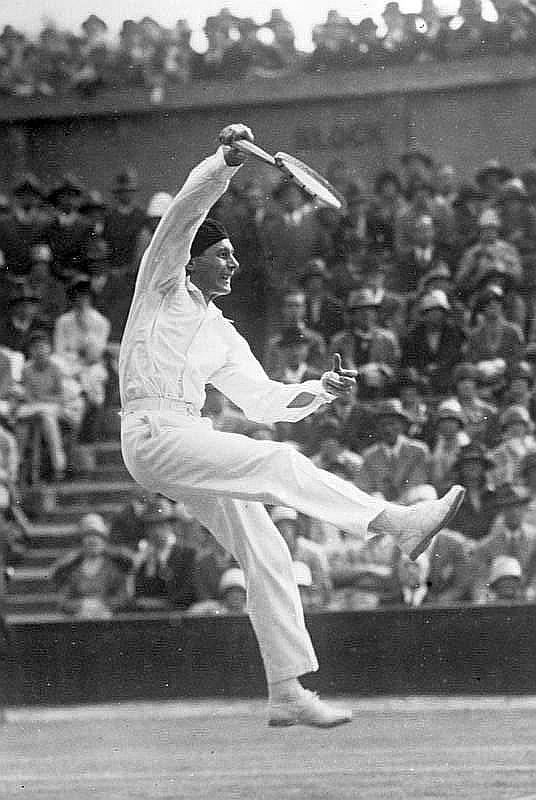
Jean Borotra

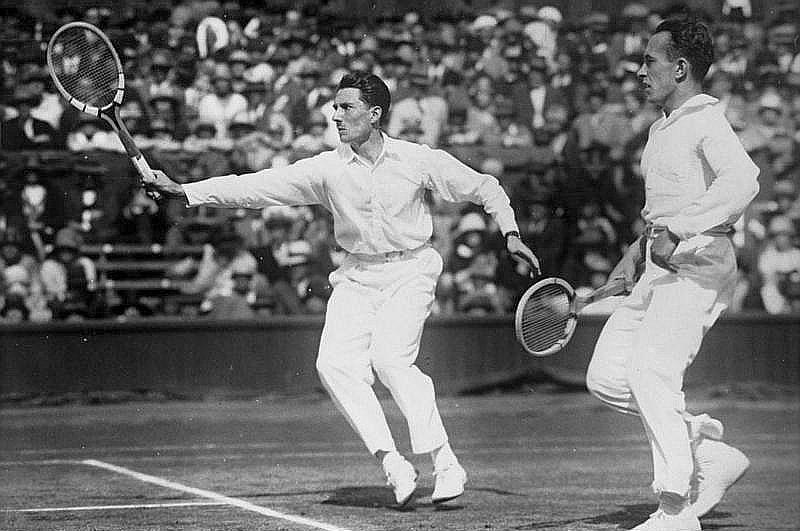
Jacques Brugnon och Henri Cochet

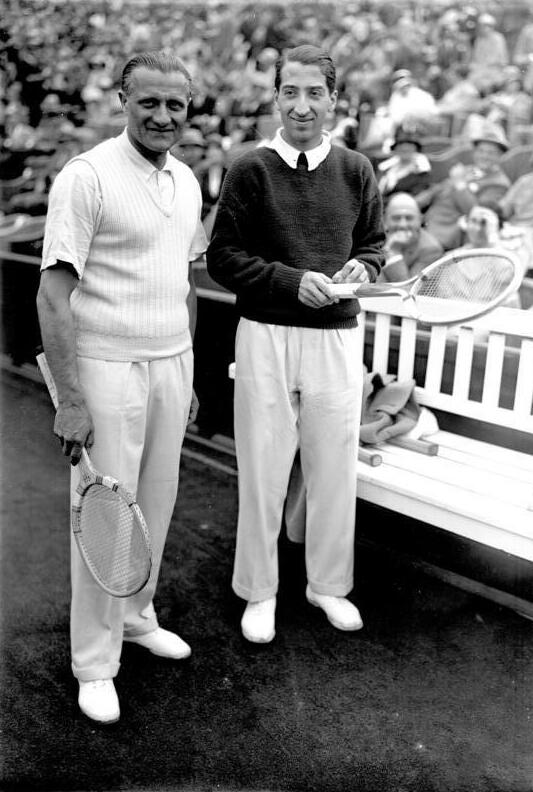
René Lacoste (till höger)

"De fyra musketörerna" är en beteckning på de fyra franska tennisspelarna Jean Borotra, Jacques Brugnon, Henri Cochet och René Lacoste.
De "fyra musketörerna" spelade i Frankrikes Davis Cup-lag från 1922 (Borotra och Cochet) och 1923 (Lacoste och Brugnon). De utvecklades tillsammans successivt till amatörtennisvärldens dominanter med flera segrar i Grand Slam-turneringar under 1920-talet och första halvan av 1930-talet. Mest kända är de för sina sex på varandra följande slutsegrar i Davis Cup 1927–32, där de besegrade såväl USA som Storbritannien. I DC-matcherna besegrade de fyra musketörerna spelare som amerikanerna Bill Tilden, Bill Johnston och Ellsworth Vines, britten Fred Perry, australiern Gerald Patterson och tysken Gottfried von Cramm.  Cochet och Lacoste var främst singelspelare, medan Borotra och Brugnon oftare spelade dubbel tillsammans.
Mindre känt är att det också fanns en "femte musketör", nämligen Christian Boussus, som fanns med som reserv i det segerrika franska DC-laget.  Från mitten av 1930-talet deltog han aktivt i det då mindre framgångsrika laget tillsammans med Jean Borotra.  
De fyra musketörerna upptogs 1976 tillsammans i International Tennis Hall of Fame.